# Trilobodrilus nipponicus
Trilobodrilus nipponicus är en ringmaskart som beskrevs av Uchida och Toru Okuda 1943. Enligt Catalogue of Life ingår Trilobodrilus nipponicus i släktet Trilobodrilus och familjen Dinophilidae, men enligt Dyntaxa är tillhörigheten istället släktet Trilobodrilus och familjen Dorvilleidae. Arten har ej påträffats i Sverige. Inga underarter finns listade i Catalogue of Life.